# Rivka Michaeli

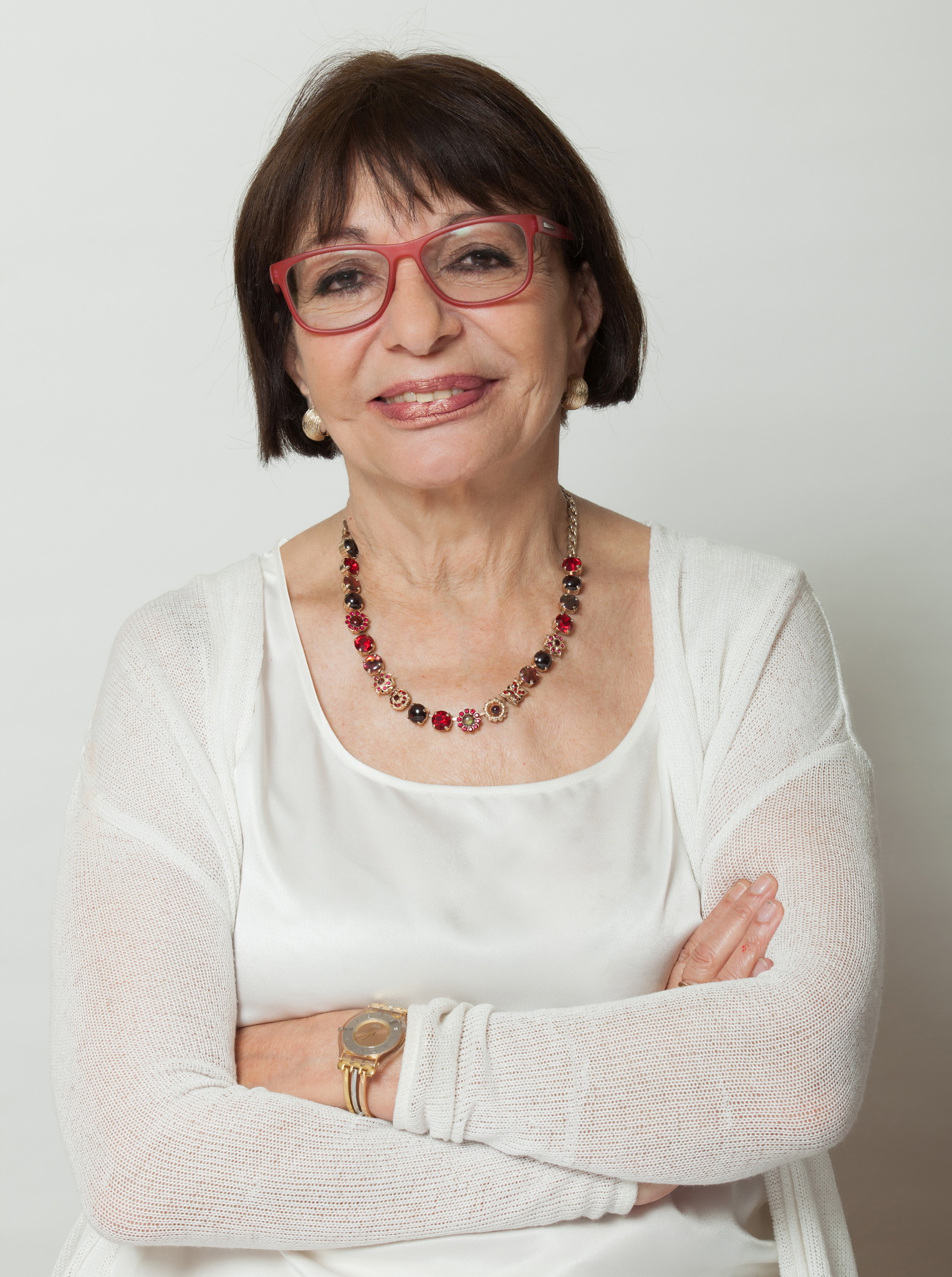
Rivka Michaeli, 2016

Rivka Michaeli (hebräisch רבקה מיכאלי; geb. 14. April 1938 in Jerusalem, Völkerbundsmandat für Palästina) ist eine israelische Schauspielerin, Sängerin, Komikerin, Radio- und Fernsehmoderatorin.

## Biografie
Rivka Michaeli wuchs in Jerusalem als Tochter eines Rechtsanwalts und einer Übersetzerin auf. Als Jugendliche trat sie erstmals in Radiosendungen auf. Ihren Militärdienst absolvierte sie beim Armeerundfunksender Galei Zahal und war anschließend viele Jahre Hörfunkmoderatorin in verschiedenen Sendungen von Kol Israel. 1964 moderierte sie zusammen mit Yossi Banai ein Unterhaltungsprogramm unter dem Titel Schwere Kindheit und präsentierte auch Galas zur Wahl der Miss Israel. Die Sängerin Naomi Shemer, die 1967 nach dem Sieg Israels im Sechs-Tage-Krieg spontan das Lied Jeruschalajim schel sahav (Jerusalem aus Gold) verfasste, berichtete, dass die zweite Liedstrophe, die von der Jerusalemer Altstadt handelt, auf eine Anregung von Michaeli zurückgehe. In den 1980er und frühen 1990er Jahren moderierte Michaeli im israelischen Fernsehen die populäre Freitagabend-Show Siba li-msiba (Grund für eine Party) sowie die Nachfolgesendung, Sof schavua (Wochenende). Zudem trat sie im Nationaltheater Habimah und dem Cameri-Theater auf, übernahm Rollen in 16 Filmen, darunter von Uri Zohar und Assi Dajan sowie als Putzfrau im Blaumilchkanal von Ephraim Kishon. Sie nahm Schallplatten mit Kinderliedern auf und präsentierte 1986 und 1988 den Vorentscheid zum Grand Prix Eurovision de la Chanson (Eurovision Song Contest). In späteren Jahren wandte sie sich dramatischen Produktionen zu und hatte einen Auftritt im Film Amazing Grace von Amos Guttman (1954–1993), der das Thema der Homosexualität in Israel behandelt. Von der Israelischen Film- und Fernsehakademie wurde Michaeli für ihr Lebenswerk ausgezeichnet.